# Lưu Tống Hiếu Vũ Đế
(Lưu) Tống Hiếu Vũ Đế (chữ Hán: 劉宋孝武帝; 19 tháng 9 năm 430 – 12 tháng 7 năm 464), tên húy là Lưu Tuấn (giản thể: 刘骏; phồn thể: 劉駿; bính âm: Liú Jùn), tên tự là Hưu Long (休龍), tiểu tự Đạo Dân (道民), là một hoàng đế của triều Lưu Tống thời Nam-Bắc triều.
Ngày 16 tháng 3 năm 453, Hoàng thái tử Lưu Thiệu tiến hành chính biến, sát hại Văn đế Lưu Nghĩa Long, rồi tự xưng là Hoàng đế. Vũ Lăng vương Lưu Tuấn với sự phụ tá của Thẩm Khánh Chi đã khởi binh thảo phạt Lưu Thiệu. Ngày 20 tháng 5 cùng năm, Lưu Tuấn lên ngôi vua. Đến ngày 27 tháng 5, Lưu Tuấn công hạ kinh thành, bắt giữ anh cả Lưu Thiệu và anh hai Lưu Tuân.
Trong thời gian tại vị, Hiếu Vũ đế Lưu Tuấn tăng cường trung ương tập quyền, triệt trừ chức hàm Lục thượng thư sự, đồng thời chia tách châu quận nhằm làm suy yếu thực lực của phiên trấn. Ông cho giết Trung thư lệnh Vương Tăng Đạt, Đan Dương lệnh Nhan Thuân, đánh giết Tùy vương Lưu Đản, diệt trừ cường thần. Hiếu Vũ đế sùng lễ Phật giáo, tôn phụng cao tăng tăng đạo, dẫn công khanh đi nghe Duy Ma Cật kinh. Sử chép rằng Hiếu Vũ đế có thiên tính háo sắc, không kiêng kỵ thân thuộc trong việc lâm hạnh, bị nghi ngờ loạn luân với mẫu hậu Lộ Huệ Nam, lưu truyền hậu thế.
Sử sách ghi rằng Hiếu Vũ đế là người sắc bén thông minh, nghe nhiều học rộng, văn chương hoa mĩ, có tinh thần thượng võ, giỏi cưỡi ngựa bắn cung. Sau khi ông bệnh mất, Lại bộ thượng thư Thái Hưng Tông tán tụng ông là "dĩ đạo thủy chung". Tuy nhiên, Hiếu Vũ đế sinh tính hỉ xa, dục cầu vô độ, những năm cuối "vưu tham tài lợi", không nghe can gián.

## Thời trẻ
Lưu Tuấn sinh ngày Canh Ngọ tháng 8 năm Nguyên Gia thứ 7 (tức 19 tháng 9 năm 430) và là con trai thứ ba của Văn Đế. Mẹ ông tên là Lộ Huệ Nam, bà không phải là phi tần được Văn Đế sủng ái, và Lưu Tuấn cũng không được vua cha quá yêu mến. Do mẹ ông không được sủng ái, bà phần lớn đi theo ông thay vì ở trong hoàng cung tại kinh thành Kiến Khang.
Năm Nguyên Gia thứ 12 (435), Lưu Tuấn được lập làm Vũ Lăng vương (武陵王), thực ấp 2.000 hộ.
Năm Nguyên Gia thứ 16 (439), Lưu Tuấn được phong làm Đô đốc Tương châu (nay là Hồ Nam) chư quân sự, Chinh lỗ tướng quân, lại kiêm Tương Châu Thứ sử, trấn giữ Thạch Đầu. Năm Nguyên Gia thứ 17 (440), Lưu Tuấn được chuyển chức làm Sử trì tiết; đô đốc Nam Dự, Dự, Tư, Ung, Tịnh ngũ châu chư quân sự; Nam Dự châu thứ sử, vẫn là tướng quân, và vẫn trấn giữ Thạch Đầu như cũ. Năm Nguyên Gia thứ 21 (444), ông được thăng làm đốc Tần châu, tiến hiệu là Phủ quân tướng quân. Năm sau, ông được chuyển sang làm đô đốc Ung, Lương, Nam-Bắc Tần tứ châu, Kinh châu chi Tương Dương, Cánh Lăng, Nam Dương, Thuận Dương, Tân Dã, Tùy lục quận chư quân sự; Ninh Man hiệu úy; Ung châu (雍州, nay là tây bắc bộ Hồ Bắc và tây nam bộ Hà Nam) Thứ sử; Trì tiết; vẫn là tướng quân như cũ. (Ung là một châu quan trọng về mặt quân sự do có biên giới với Bắc Ngụy kình địch.) Khi Văn Đế quan tâm đến việc lấy lại các châu bị mất cho Bắc Ngụy dưới thời gian trị vì của Thiếu Đế, Ung châu được coi là một nơi then chốt.
Năm Nguyên Gia thứ 25 (448), Lưu Tuấn được chuyển sang đảm nhiệm đô đốc Nam Duyện, Từ, Duyện, Thanh, Ký, U lục châu, Dự châu chi Lương quận chư quân sự; An Bắc tướng quân; Từ châu (nay là bắc bộ Giang Tô và bắc bộ An Huy) thứ sử; trì tiết như cũ; trấn thủ Bành Thành. Sau đó, Văn Đế lại hạ chiếu cho Lưu Tuấn giữ thêm chức Duyện châu thứ sử, Nhị hoàng tử là Thủy Hưng vương Lưu Tuấn giữ chức Nam Duyện châu thứ sử, do vậy triệt tiêu chức đô đốc Nam Duyện châu của ông.
Năm Nguyên Gia thứ 27 (450), cuộc bắc phạt của Văn Đế bị Bắc Ngụy Thái Vũ Đế Thác Bạt Đảo đẩy lui, quân Bắc Ngụy tiếp đó đã tấn công phương Nam để trả đũa và nhanh chóng tiếp cận Bành Thành. Tháng 3 ÂL, Văn Đế chiếu lệnh cho Lưu Tuấn lĩnh binh tiến về phía bắc tập kích quân Bắc Ngụy của Vĩnh Xương vương Thác Bạt Chân tại Nhữ Dương. Lưu Tuấn thu thập ngựa trong vòng trăm dặm được 1.500 con, phân làm 5 cánh quân tấn công, quân Bắc Ngụy không phòng bị nên chiến bại. Tuy nhiên, sau đó quân Bắc Ngụy dò xét được quân Lưu Tống không có viện quân nên tiến hành phản công, quân của Lưu Tuấn đại bại. Sau thất bại này, ông bị giáng hiệu làm Trấn quân tướng quân vào ngày Nhâm Tý (22) tháng 4 (19 tháng 5).
Ngày Nhâm Tý (26) tháng 11 cùng năm (14 tháng 1 năm 451), quân Bắc Ngụy tiến đến Bành Thành, trong khi đó chú của Lưu Tuấn là Giang Hạ vương Lưu Nghĩa Cung (劉義恭) muốn từ bỏ Bành Thành. Tuy nhiên, theo đề xuất của An Bắc trưởng sử-Phái quận thái thú Trương Sướng (張暢), Lưu Tuấn vẫn nhất định trấn thủ Bành Thành, và Lưu Nghĩa Cung đã từ bỏ kế hoạch chạy trốn. Thái Vũ Đế sau đó tuy chưa chiếm được Bành Thành song tiếp tục tiến về phía nam và đã đến được Trường Giang trước khi rút lui vào năm sau. Mặc dù giữ được Bành Thành, Lưu Tuấn bị giáng làm Bắc trung lang tướng vào ngày Tân Tị tháng 2 năm Tân Mão (13 tháng 4 năm 451). Trong cuộc chiến này, theo xúi giục của Lưu Tuấn, thái tử Lưu Thiệu và Hà Thượng Chi (何尚之), Văn Đế ban chết cho em là Lưu Nghĩa Khang.
Năm Nguyên Hy thứ 28 (451), Lưu Tuấn được bổ nhiệm làm đốc Nam Duyện châu, thứ sử Nam Duyện Châu (南兗州, nay là trung bộ Giang Tô). Sau đó, ông chuyển sang đảm nhiệm chức đốc Giang châu, Kinh châu chi Giang Hạ, Dự châu chi Tây Dương, Tấn Hy, Tân Thái tứ quận chư quân sự; Giang châu(江州, nay là Giang Tây và Phúc Kiến) thứ sử; Nam trung lang tướng; sứ trì tiết như cũ..

## Nổi dậy chống lại Lưu Thiệu
Năm 452, Lưu Thiệu cùng Thủy Hưng vương Lưu Tuấn (劉濬) bị phát giác chuyện thông đồng với một yểm bùa cho Văn Đế sớm chết với mục đích cho Lưu Thiệu có thể nhanh chóng trở thành hoàng đế, và Văn Đế tính đến việc trừng phạt họ. Thân tín của Lưu Tuấn là Nhan Thuân từng giả sa môn tăng ngữ để lan truyền bịa đặt rằng Lưu Tuấn là "chân nhân", truyện truyền đến kinh sư, Văn Đế muốn tăng hình phạt cho Lưu Tuấn, song vì sự kiện yểm bùa nên tạm thời chưa trị tội. Lưu Thiệu tiến hành chính biến, và sát hại Văn Đế vào ngày Giáp Tý (21) tháng 2 năm Quý Tị (16 tháng 3 năm 453), sau đó tức vị. Trước đó, ngày Mậu Tý tháng 1 cùng năm (8 tháng 2), Văn Đế bổ nhiệm Vũ Lăng vương Lưu Tuấn thống lĩnh quân đội đi đánh người Tây Dương Man ở Ngũ Châu (五洲, một hòn đảo nhỏ trên Trường Giang và nay thuộc Hoàng Cương, Hồ Bắc). Ngày Ất Hợi tháng 3 (27 tháng 3), Điển thiêm Đổng Nguyên Tự (董元嗣) từ Kiến Khang đến và thuật lại việc Thái tử Lưu Thiệu sát hại Văn Đế, Lưu Tuấn liền sai Đổng Nguyên Tự đi thông báo với liêu tá của mình.
Trong khi đó, Lưu Thiệu đã viết một mật thư cho tướng Thẩm Khánh Chi (沈慶之, là người khi đó đang ở cạnh Lưu Tuấn), lệnh cho Thẩm ám sát Lưu Tuấn. Tuy nhiên, Thẩm đã không làm theo lệnh của Lưu Thiệu mà lại trình bức thư cho Lưu Tuấn, Thẩm cũng lệnh cho quân của mình ở vào tình trạng khẩn cấp để sẵn sàng cho một cuộc nổi dậy chống lại Lưu Thiệu. Chú của Lưu Thiệu là Nam Tiếu vương Lưu Nghĩa Tuyên (劉義宣) lúc bấy giờ đang là thứ sử Kinh Châu (荊州, nay là Hồ Bắc), và thứ sử Ung Châu là Tang Chí (臧質) đều cử người đưa tin đến chỗ Lưu Tuấn và thỉnh cầu ông hãy xưng đế. Lưu Tuấn ban đầu trở về trị sở Tầm Dương (尋陽, nay thuộc Cửu Giang, Giang Tây) của Giang Châu, và sau đó kêu gọi các thứ sử và thái thú khác hãy tham gia nổi dậy cùng ông. Lưu Nghĩa Tuyên và Tang Chí đã nhanh chóng đem quân đến, và họ nhanh chóng tiến quân về Kiến Khang. Lúc này, em trai của Lưu Tuấn là Tùy vương Lưu Đản (劉誕), thái thú của quận Hội Kê (會稽, nay gần tương ứng với Thiệu Hưng, Chiết Giang) cũng tuyên bố ủng hộ Lưu Tuấn.
Trong vòng chưa đầy một tháng, Lưu Tuấn đã tiến đến vùng lân cận của Kiến Khang; tuy nhiên ông đã bị bệnh nặng trong suốt cuộc hành trình, và khi đó một thuộc hạ tên là Nhan Thuân (顔竣) đã đóng giả ông để tránh tin ông bị ốm bị lộ ra. Ban đầu, quân của Lưu Thiệu đã có được chút ít thành công, song một tướng chính của Lưu Thiệu là Lỗ Tú (魯秀) ngay sau đó đã phá hoại các nỗ lực của ông ta và sau đó chạy trốn đến doanh trại của Lưu Tuấn. Ngay sau đó, Lưu Tuấn xưng đế (tức Hiếu Vũ Đế) trong khi chiến tranh vẫn tiếp tục diễn ra. Bảy ngày sau, hoàng cung thất thủ, Lưu Thiệu và Thủy Hưng vương Lưu Tuấn bị bắt giữ rồi bị giết. Hiếu Vũ Đế chào đón mẹ và vợ là vương phi Vương Hiến Nguyên (王憲嫄) đến kinh thành, tôn mẹ là hoàng thái hậu và phong vương phi là hoàng hậu. Hiếu Vũ Đế cũng lập con trai cả Lưu Tử Nghiệp làm thái tử.

## Thời gian đầu trị vì
Một hành vi cá nhân của Hiếu Vũ Đế đã ngay lập tức trở thành một vấn đề chính trị, ông được thuật lại là đã có mối quan hệ loạn luân với tất cả những người con gái của Lưu Nghĩa Tuyên còn ở tại Kiến Khang (tức giữa anh chị em họ), điều này đã khiến Lưu Nghĩa Tuyên giận dữ. Thêm vào đó, do Lưu Nghĩa Tuyên và Tang Chí đã có đóng góp to lớn cho đại nghiệp của ông, nên họ có thể hành động với quyền hạn tối thượng trong các châu họ quản lý (Kinh Châu và Giang Châu), song Hiếu Vũ Đế cũng cố gắng để thiết lập quyền lực cá nhân của mình. Lưu Nghĩa Tuyên và Tang Chí do đó đã quyết tâm nổi loạn. Đến mùa xuân năm 454, họ cử người đến thuyết phục một người anh em của Lỗ Tú là thứ sử Dự Châu (豫州, nay là trung bộ An Huy) Lỗ Sảng (魯爽) tham gia nổi dậy cùng với họ vào mùa thu. Tuy nhiên, khi những người đưa tin đến, Lỗ Sảng đang ở trong trạng thái say rượu nên đã hiểu sai và ngay lập tức tuyên bố nổi loạn, tuyên bố Lưu Nghĩa Tuyên là hoàng đế. Bên cạnh đó, thứ sử Duyện Châu (兗州, nay là tây bộ Sơn Đông) là Từ Di Bảo (徐遺寶) cũng cùng tham gia với Lỗ. Khi hay tin về hành động của Lỗ Sảng, Lưu Nghĩa Tuyên và Tang Chí cũng đã nhanh chóng tuyên bố nổi dậy, song sau một thời gian ngắn thì họ mới tuyên bố Lưu Nghĩa Tuyên là hoàng đế.
Hiếu Vũ Đế hay tin bốn châu nổi loạn, ban đầu nghĩ rằng mình không thể chống chịu được và đã tính đến việc nhường ngôi lại cho Lưu Nghĩa Tuyên, song do em trai là Cánh Lăng vương Lưu Đản phản đối nên cuối cùng Hiếu Vũ Đế đã quyết định chống lại quân nổi dậy. Hầu hết các châu khác đã nhanh chóng tuyên bố ủng hộ Hiếu Vũ Đế, và thứ sử Ký Châu (冀州, nay là tây bắc bộ Sơn Đông) là Viên Hộ Chi (垣護之), cùng với Minh Dận (明胤) và Hạ Hầu Tổ Hoan (夏侯祖歡) đã nhanh chóng đánh bại Từ Di Bảo, buộc người này phải chạy trốn đến chỗ Lỗ Sảng. Mặc dù tàn bạo trên chiến trường song Lỗ Sảng vẫn tiếp tục uống nhiều rượu trong suốt các chiến dịch. Khi Lỗ Sảng gặp phải sức chiến đấu với quân của tướng Tiết An Đô (薛安都), Lỗ Sảng đã bị ngã ngựa và bị giết chết, điều này đã khiến cho quân của Lưu Nghĩa Tuyên và Tang Chí mất hết chí khí. Lưu Nghĩa Tuyên cũng không tin tưởng vào Tang Chí, và đã từ chối chiến lược tấn công trực tiếp vào Kiến Khang của Tang, thay vào đó Lưu Nghĩa Tuyên lại chọn cách giao chiến với quân của Hiếu Vũ Đế tại Lương Sơn (梁山, nay thuộc Sào Hồ, An Huy). Sau một số thất bại ban đầu, quân của Lưu Nghĩa Tuyên đã sụp đổ còn bản thân ông ta đã chạy trốn. Tang Chí cũng buộc phải chạy trốn song đã sớm bị giết chết. Lưu Nghĩa Tuyên cuối cùng đã bị bắt giữ rồi bị hành hình, kết thúc sự kiện do phe chống đối Hiếu Vũ Đế gây ra.
Sau cuộc nổi dậy, Hiếu Vũ Đế đã quyết định giảm bớt quyền lực của thứ sử các châu chính (Kinh Châu, Giang Châu, cũng như châu có kinh thành là Dương Châu (揚州, nay là Chiết Giang và nam bộ Giang Tô) bằng cách giảm bớt cương vực của các châu này, lập nên Đông Dương Châu (東揚州, nay là trung bộ và đông bộ Chiết Giang) từ Dương Châu và lập nên Dĩnh Châu (郢州, nay là đông bộ Hồ Bắc) từ Kinh Châu và Giang Châu. Tuy nhiên, việc này cũng khiến triều đình phải gia tăng thêm chi phí hành chính cấp cho các châu.
Năm 455, em trai mới 16 tuổi của Hiếu Vũ Đế là Vũ Xương vương Lưu Hồn (劉渾), đồng thời là thứ sử Ung Châu, đã viết lời bông đùa trong một bản văn rằng mình là Sở vương và cải niên hiệu, song Lưu Hồn thực tâm không hề có ý nổi loạn. Tuy nhiên, khi biết chuyện, Hiếu Vũ Đế đã tước bỏ tước hiệu của Lưu Hồn và giáng em làm thứ dân, và sau đó còn buộc Lưu Hồn phải tự sát. Đây là dấu mốc bắt đầu giai đoạn Hiếu Vũ Đế tước bỏ quyền lực của các em trai. Ngoài ra, thẩm quyền các quan giao tế cấp châu bắt đầu được tăng cường rất nhiều, lý do là vì họ có nhiệm vụ liên lạc giữa vua và thứ sử các châu và theo dõi hành động của các thứ sử cho hoàng đế.
Sau khi Hiếu Vũ Đế hết tang ba năm Văn Đế, ông bắt đầu dồn sức lực cho những trò tiêu khiển và dự án xây dựng. Thành chủ Kiến Khang là Nhan Thuân (người này đã giúp Hiếu Vũ Đế rất nhiều trong chiến dịch chống lại Lưu Thiệu và đã có một thời gian dài làm thuộc hạ cho Hiếu Vũ Đế) đã nhiều lần thúc giục Hiếu Vũ Đế hãy thay đổi cung cách sống của mình, vì thế Hiếu Vũ Đế trở nên không hài lòng với Nhan và đã cử Nhan đi làm thứ sử Đông Dương Châu. Trong khi đó, Hiếu Vũ Đế cũng trở nên nghi ngờ hoàng đệ Cánh Lăng vương Lưu Đản, Lưu Đản khi đó đang làm thứ sử Nam Yên Châu và đây là một người này có nặng lực và đã tập hợp nhiều chiến binh cho Hiếu Vũ Đế. Hiếu Vũ Đế vì thế đã thiết lập một hệ thống canh gác quân sự nghiêm ngặt giữa trị sở của Lưu Đản tại Quảng Lăng (廣陵, nay thuộc Dương Châu, Giang Tô) và kinh thành.
Năm 458, Cao Đồ (高闍) và nhà sư Đàm Phiêu (曇標) đã âm mưu phản loạn song bị phát hiện, Hiếu Vũ Đế vì thế đã ban hành một chiếu chỉ nhằm giảm mạnh số sư tăng và ni cô, song vì các thành viên trong gia đình Hiếu Vũ Đế thường xuyên có quan hệ với các ni cô nên chiếu chỉ đã không bao giờ được thi hành trên thực tế. (Hiếu Vũ Đế cũng nhân cơ hội này để vu cáo Vương Tăng Đạt (王僧達) có liên quan sau khi người này đã vô lễ với một cháu trai của Lộ Thái hậu tên là Lộ Quỳnh Chi (路瓊之), và Lộ Thái hậu sau đó đã kêu gọi Hiếu Vũ Đế giết chết Vương)
Do Hiếu Vũ Đế không tin tưởng các đại thần cấp cao, ông thường tham khảo ý kiến từ những thuộc hạ đã phục vụ lâu năm là Đới Pháp Hưng (戴法興), Đới Minh Bảo (戴明寶), và Sào Thượng Chi (巢尚之). Do đó, ba người này có rất nhiều quyền lực và giàu có, mặc dù trong thực tế thì họ chỉ có chức tước tương đối thấp.

## Thời kỳ trị vì cuối
Đến năm 459, đã xuất hiện nhiều tin đồn cho rằng Lưu Đản sẽ nổi loạn hoặc Hiếu Vũ Đế có hành động chống lại Lưu Đản, và đáp lại, Lưu Đản đã lập nên tuyến phòng thủ hùng mạnh xung quanh Quảng Lăng. Trong khi đó, theo các tấu trình về các tội của Lưu Đản (do chính Hiếu Vũ Đế xúi giục), Hiếu Vũ Đế đã ban một chiếu chỉ giáng Lưu Đản xuống tước hầu, và cùng lúc đó đã cử tướng Viên Điền (垣闐) và Đới Minh Bảo thực hiện một cuộc tấn công bất ngờ vào Giang Lăng. Tuy nhiên, khi họ đến gần, Lưu Đản đã phát hiện ra và tiến hành phản kích, giết chết Viên Điền. Lưu Đản bố cáo thiên hạ rằng Hiếu Vũ Đế có các mối quan hệ loạn luân (trong đó có một điểm được một số sử gia tin là đúng, đó là Hiếu Vũ Đế đã có mối quan hệ loạn luân với mẹ ruột là Lộ Thái hậu). Điều này đã chọn giận Hiếu Vũ Đế, và ông đã cho tàn sát gia đình các thuộc hạ của Lưu Đản.
Hiếu Vũ Đế cử Thẩm Khánh Chi đi đánh Lưu Đản, Thẩm đã bao vây Quảng Lăng sau khi cắt đứt tuyến đường Lưu Đản phải sử dụng nếu muốn chạy trốn sang Bắc Ngụy. Lưu Đản trong một thời gian ngắn đã bỏ Quảng Lăng và tìm đường chạy trốn, song do nghe theo lời của các thuộc hạ nên Lưu Đản đã quay trở lại Quảng Lăng và thủ thành. Trong khi đó, Hiếu Vũ Đế cũng cho rằng Nhan Thuân đã tiết lộ các hành động thiếu thận trọng của mình, ông liền vu cáo Nhan Thuân là đồng sự với Lưu Đản trong cuộc phản loạn này, rồi buộc Nhan phải tự sát, Hiếu Vũ Đế cũng hạ lệnh giết chết tất cả các thành viên là nam giới trong gia đình của Nhan sau khi Nhan chết. Sau khi Thẩm Khánh Chi chiếm được Quảng Lăng và giết chết Lưu Đản, theo lệnh của Hiếu Vũ Đế, hầu hết cư dân Quảng Lăng đã bị thảm sát.
Một người em có tính khí bốc đồng của Hiếu Vũ Đế là Hải Lăng vương Lưu Hưu Mậu (劉休茂), ông ta đồng thời là thứ sử Ung Châu. Năm 461, Lưu Hưu Mậu tức giận trước việc các quan giao tế là Dương Khánh (楊慶) và Đới Song (戴雙) và quan võ Dữu Thâm Chi (庾深之) kiềm chế quyền lực của mình, Lưu Hưu Mậu đã tiết hành nổi loạn song đã bị chính các thuộc hạ của mình dập tắt. Biết rằng Hiếu Vũ Đế ngày càng trở nên nghi ngờ tất cả các em trai, chú vua là Lưu Nghĩa Cung (lúc này là thái tể, tư đồ và trung thư giám) đã đề xuất về việc cấm các thân vương được sở hữu vũ khí, cấm làm thứ sử tại các châu biên giới và cấm kết giao với những người không phải là thành viên trong gia đình của họ. Tuy nhiên, do phản đối của Thẩm Hoài Văn (沈懷文), đề xuất của Lưu Nghĩa Cung đã không được thực hiện.
Năm 462, một ái thiếp của Hiếu Vũ Đế là Ân thục nghi qua đời (Hầu hết các sử gia tin rằng Ân thục nghi thực ra là một con gái của Lưu Nghĩa Tuyên, và bà chính thức được phong làm phi thần sau cái chết của Lưu Nghĩa Tuyên song mối quan hệ loạn luân được che giấu bằng cách tuyên bố bà xuất thân từ gia đình của một viên quan tên là Ân Diễm (殷琰), song một số tin rằng Ân thục nghi thực sự là một thành viên của Ân gia và sau đó được đưa vào nhà Lưu Nghĩa Tuyên). Hiếu Vũ Đế đã rất thương tiếc bà, đến nỗi ông đã không thể xử lý các công việc của đất nước. Hiếu Vũ Đế đã cho xây dựng một lăng mộ và đền thờ tráng lệ cho bà, các công trình này đã tiêu tốn nhiều nhân công cưỡng bức.
Năm 464, Hiếu Vũ Đế qua đời, và kế vị ông là con trai Lưu Tử Nghiệp (tức Tiền Phế Đế). Sử gia Tư Mã Quang đã viết trong Tư trị thông giám về những năm trị vì cuối cùng của Hiếu Vũ Đế:
Vào cuối triều đại của mình, [Hiếu Vũ Đế] đặc biệt tham lam. Bất kỳ khi nào các thứ sử hay các thái thú dời khỏi trị sở và hồi kinh, hoàng đế bắt họ phải nộp đủ lượng triều cống, và cũng đánh bạc không ngừng với họ cho đến khi ông giành được chiến thắng đối với lượng tài sản của họ. Ông thường xuyên uống rượu và ít khi tỉnh táo, song các phản ứng của ông là nhanh chóng. Ông thường ngủ trong trạng thái ngẩn ngơ trên ghế của mình, song nếu như có đệ trình khẩn cấp từ các bá quan, ông có thể tự đánh thức mình nhanh chóng và trở nên cảnh giác trong khi không có dấu hiệu nào của việc say xỉn. Do đó, các bá quan đều sợ hãi ông và không dám ăn không ngồi rồi.

## Gia quyến
- Thân phụ: Lưu Tống Văn Đế Lưu Nghĩa Long
- Thân mẫu: Lộ Huệ Nam, tôn hiệu Sùng Hiến Thái hậu (崇憲太后).
- Hậu phi:

1. Vương Hiến Nguyên, sinh Lưu Tử Nghiệp, Lưu Tử Thượng, Lưu Sở Ngọc, Lưu Sở Bội, Lưu Sở Tú, Lưu Tu Minh. Thụy hiệu Văn Mục Hoàng hậu (文穆皇后).
2. Ân Thục nghi (殷淑儀 , ? - 462), được cho là con gái của Lưu Nghĩa Tuyên , tức có quan hệ họ hàng gần với Hiếu Vũ Đế , rất được sủng hạnh , khi mất truy phong Tuyên Quý phi (宣貴妃) , sau nơi chôn cất bị Phế đế Lưu Tử Nghiệp cho đào phá.
3. Trần thục viện, sinh Lưu Tử Huân. Tặng Hoàng thái hậu.
4. Hà thục nghi, sinh Lưu Tử Phòng.
5. Từ chiêu dung, sinh Lưu Tử Thâm, Lưu Tử Nhân, Lưu Tử Sản.
6. Tạ chiêu dung, sinh Lưu Tử Chân, Lưu Tử Ung, Lưu Tử Tự.
7. Sử chiêu nghi, sinh Lưu Tử Nguyên.
8. Sử chiêu hoa, sinh Lưu Tử Húc.
9. Hà tiệp dư, sinh Lưu Tử Phượng, Lưu Tử Xu.
10. Giang tiệp dư, sinh Lưu Tử Huyền, Lưu Tử Huống, Lưu Tử Tiêu.
11. Dương tiệp dư, sinh Lưu Tử Mạnh, Lưu Tử Dư.
12. Nguyễn dung hoa, sinh Lưu Tử Tuy.
13. Đỗ dung hoa, sinh Lưu Tử Duyệt.
14. Giang mỹ nhân, sinh Lưu Tử Hành, Lưu Tử Kỳ.

### Hậu duệ
Hoàng tử
- Lưu Tử Nghiệp (劉子業) , Vương Hiến Nguyên sinh , Thái tử (lập năm 454), sau trở thành Lưu Tống Tiền Phế Đế.
- Lưu Tử Thượng (劉子尚) , Vương Hiến Nguyên sinh , (sinh 450), Dự Chương vương (lập năm 456, bị Minh Đế buộc tự sát năm 465).
- Lưu Tử Huân (劉子勛) , Trần thục viện sinh , (sinh 456), Tấn An vương (lập năm 460, bị hành quyết năm 466), tự xưng đế.
- Lưu Tử Tuy (劉子綏), Nguyễn dung hoa sinh , ban đầu là An Lộc vương (lập năm 458), sau là Giang Hạ vương (lập năm 465, bị buộc tự sát năm 466).
- Lưu Tử Thâm (劉子深), Từ chiêu dung sinh , mất sớm.
- Lưu Tử Phòng (劉子房) (sinh 456), Hà thục nghi sinh , ban đầu là Tầm Dương vương (lập năm 460), sau bị giáng làm Tùng Tư huyện hầu (bị tước bỏ và bị hành quyết năm 466).
- Lưu Tử Húc (劉子頊) (sinh 456), Sử chiêu hoa sinh , ban đầu là Lịch Dương vương (lập năm 460), sau là Lâm Hải vương (lập năm 461, bị buộc tự sát năm 466).
- Lưu Tử Loan (劉子鸞) (sinh 456), Ân thục nghi sinh , ban đầu là Tương Dương vương (lập năm 460), sau là Tân An vương (lập năm 460, bị buộc tự sát năm 465), được truy thụy hiệu là Thủy Bình Hiếu Kính vương.
- Lưu Tử Nhân (劉子仁) (sinh 457), Từ chiêu dung sinh , Vĩnh Gia vương (lập năm 461, bị buộc tự sát năm 466).
- Lưu Tử Phượng (劉子鳳), Hà tiệp dư sinh , mất sớm.
- Lưu Tử Chân (劉子真) (sinh 457), Tạ chiêu dung sinh , Thủy An vương (lập năm 461, bị buộc tự sát năm 466).
- Lưu Tử Huyền (劉子玄), Giang tiệp dư sinh , mất sớm.
- Lưu Tử Nguyên (劉子元) (b. 458), Sử chiêu nghi sinh , Thiệu Lăng vương (lập năm 462, bị buộc tự sát năm 466).
- Lưu Tử Vũ (劉子羽) (458-459),  Ân thục nghi sinh , được truy thụy là Tề Kính vương.
- Lưu Tử Hành (劉子衡), mất sớm.
- Lưu Tử Mạnh (劉子孟) (sinh 459), Hoài Nam vương (lập năm 463, bị buộc tự sát năm 466).
- Lưu Tử Huống (劉子況), Giang mỹ nhân sinh , mất sớm.
- Lưu Tử Sản (劉子產), Từ chiêu dung sinh , ban đầu là Lâm Hạ vương, sau là Nam Bình vương (lập năm 465, bị hành quyết năm 466).
- Lưu Tử Cân (劉子雲) (sinh 459), Tấn Lăng Hiếu vương (lập và mất năm 462).
- Lưu Tử Văn (劉子文), Ân thục nghi sinh , mất sớm.
- Lưu Tử Dư (劉子輿), Dương tiệp dư sinh , ban đầu là Tấn Hi vương, sau là Lư Lăng vương (lập năm 465, bị hành quyết năm 466).
- Lưu Tử Sư (劉子師) (sinh 460), Ân thục nghi sinh , Nam Hải Ai vương (lập năm 463, bị buộc tự sát năm 465).
- Lưu Tử Tiêu (劉子霄) (461-464), Giang tiệp dư sinh , được truy thụy hiệu là Hoài Dương Tư vương.
- Lưu Tử Ung (劉子雍), Tạ chiêu dung sinh , mất sớm.
- Lưu Tử Xu (劉子趨) , Hà tiệp dư sinh , (bị hành quyết năm 466).
- Lưu Tử Kỳ (劉子期) , Giang mỹ nhân sinh , (bị hành quyết năm 466).
- Lưu Tử Tự (劉子嗣) , Tạ chiêu dung sinh , (sinh 463), Đông Bình vương (lập năm 463, bị buộc tự sát năm 466).
- Lưu Tử Duyệt (劉子悅) , Đỗ dung hoa sinh , (bị hành quyết năm 466).

Hoàng nữ
- Sơn Âm công chúa (山陰公主), tên gọi Lưu Sở Ngọc (劉楚玉), mẹ Vương Hiến Nguyên, hạ giá lấy Hà Tập (何戢).
- An Cố công chúa (安固公主), hạ giá lấy Vương Chí (王志).
- Lâm Nhữ công chúa (臨汝公主), hạ giá lấy Giang Hiệu (江敩).
- An Cát công chúa (安吉公主), hạ giá lấy Thái Ước (蔡約).
- Lâm Hoài công chúa (臨淮公主), tên gọi Lưu Sở Bội (劉楚珮), mẹ Vương Hiến Nguyên, hạ giá lấy Vương Oánh (王莹).
- Hoàng nữ Lưu Sở Tú (劉楚琇), mẹ là Vương Hiến Nguyên, mất sớm.
- Khang Lạc công chúa (康樂公主), mẹ Vương Hiến Nguyên, tên gọi Lưu Tu Minh (劉修明), hạ giá lấy Từ Hiếu Tự (徐孝嗣).
- Huyện công chúa, con gái thứ 20, bị Tiền Phế Đế Lưu Tử Nghiệp buộc phải tự sát.